# Ikona Matki Bożej „Cierpiąca”
Ikona Matki Bożej „Cierpiąca” – ikona Matki Bożej, uchodząca w chrześcijaństwie za cudowną.

## Opis
Ikona przedstawia Matkę Bożą z Dzieciątkiem Jezus, które trzyma lewą ręką, przytulając je do siebie prawą. W tle widoczne są dwie postacie aniołów niosących narzędzia Męki Pańskiej, w tym krzyż. 

## Historia
Szczegóły pochodzenia ikony są nieznane. Według legendy mieszkanka guberni nowogrodzkiej imieniem Jekatierina została opętana i zwariowała, co sprawiło, że chciała popełnić samobójstwo. W pewnym momencie zaczęła modlić się do Matki Bożej, obiecując, że w razie uzdrowienia zostanie mniszką. Jednak kiedy odzyskała rozum, zapomniała o swoim zobowiązaniu i przez wiele lat żyła w stanie świeckim. W pewnym momencie zachorowała i zobaczyła Matkę Bożą, która przypomniała jej o minionych wydarzeniach. Jednak i wtedy Jekatierina nie zdecydowała się na wstąpienie do monasteru. Za trzecim razem Maryja nakazała jej mimo choroby udać się do Nowogrodu i zakupić u ikonopiścy Grigorija swoją ikonę. Kobieta wysłuchała jej polecenia, a gdy przyniosła wizerunek do domu, odzyskała zdrowie. Wiadomość o cudzie rozeszła się szybko, w 1641 ikona została przeniesiona do Moskwy, a następnie umieszczona we wzniesionej specjalnej na ten cel cerkwi. W 1654 założono przy niej żeński monaster, którego patronką została właśnie cudowna ikona. 
Powstało kilka wariantów ikony, otoczonych równą czcią. Dwa z nich są przechowywane w cerkwiach Moskwy (obraz ze zniszczonego monasteru znajduje się w cerkwi Zmartwychwstania Pańskiego w Moskwie-Sokolnikach, jeden – w Monasterze Priłuckim w pobliżu Wołogdy, zaś ostatni we wsi Enkajewo (okolice Tambowa).